# Slag bij Domažlice
De Slag bij Domažlice vond plaats op 14 augustus 1431 ter hoogte van Domažlice in het Koninkrijk Bohemen. Het leger van het Heilige Roomse Rijk onder leiding van Kardinaal Cesarini stond tegenover de Hussieten geleid door Procopius de Grote.

## Achtergrond
Paus Martinus V vaardigde op 17 maart 1420 een bul uit met een oproep tot een kruistocht voor de vernietiging van de aanhangers van John Wyclif, Hussieten en alle andere ketters in Bohemen, de Hussietenoorlogen (1419-1434).

## Belegering
Het leger van het Heilige Roomse Rijk was uit op een snelle buit. De plundering van de stad Domažlice begon op 8 augustus. Toen op 14 augustus het leger van de Taborieten, onder bevel van generaal Andreas Prokop de Grote, met ongeveer 50.000 manschappen naderde om de stad te ontzetten, sloeg een groot deel van het leger van het Heilige Roomse Rijk halsoverkop op de vlucht, bij het horen van het strijdlied van de Hussieten, het beroemde koraal "Ktoz jsu bozi bojovnici" ("Wie zijn de krijgers van God"). Kardinaal Cesarini kon ternauwernood van het slagveld ontvluchtten en moest al zijn kostbare bezittingen achterlaten.

## Gevolg
De Hussieten slaagden er in tot het bijeenroepen van een nieuw concilie, het Concilie van Bazel.